# Nicolas Archange
Nicolas Archange est un religieux capucin de l'Église des Capucins de Laval.

## Biographie
Barthélemy Hauréau indique dans son Histoire littéraire du Maine qui'il n'a pas trouvé place dans la Bibliothèque des écrivains de son ordre, bien qu'il soit auteur d'un opuscule, indiquant que c'est un ouvrage qu'on ne retrouve plus.